# Replicant (film)
Pour les articles homonymes, voir Replicant.
Pour plus de détails, voir Fiche technique et Distribution.
Replicant ou Le Clone au Québec est un film américain réalisé par Ringo Lam, sorti en 2001.

## Synopsis
À Seattle, l'inspecteur Jake Riley est hanté par un tueur en série surnommé « la Torche » par les médias. Ce dernier cible des mères de famille et les brule post mortem. Jake se jure de l'arrêter mais l'enquête n'avance pas. De plus, à chaque nouveau crime, la Torche appelle Jake par téléphone et le nargue. Jake décide donc de quitter la police. Fraichement retraité, il est alors contacté par de mystérieux agents des services secrets du gouvernement. Ils lui demandent de se joindre à un certain projet top secret. Un replicant, clone du tueur, a été créé grâce à un échantillon de son ADN. Jake hérite de la « garde » du replicant. Il pense que ce dernier peut l'aider à retrouver la Torche. Il va peu à peu se lier avec cet être qui découvre la vie, malgré son corps adulte.

## Fiche technique
Sauf indication contraire, les informations mentionnées dans cette section peuvent être confirmées par la base de données cinématographiques IMDb,  présente dans la section « Liens externes ».
- Titre : Replicant
- Titre québécois : Le Clone
- Réalisateur : Ringo Lam
- Scénario : Lawrence David Riggins et Les Weldon
- Photographie : Mike Southon
- Musique : Guy Zerafa
- Montage : David M. Richardson
- Costumes : Antonia Bardon
- Production : John Thompson, David Dadon, Danny Lerner et William Vance.

Coproducteurs : Tani Cohen, Richard G. Murphy
Producteurs délégués : Avi Lerner, Danny Dimbort, Trevor Short, Boaz Davidson et Tony Cataldo
- Sociétés de production : 777 Films, Millennium Films, Replicant Pictures et Artisan Entertainment
- Sociétés de distribution : Artisan Entertainment (États-Unis), Metropolitan FilmExport,  France
- Format : Couleur - 1.85:1 - 35 mm - son Dolby SRD
- Langue originale : anglais
- Genre : Action, Policier, Science-fiction
- Budget : 17 millions de dollars
- Durée : 101 minutes
- Dates de sortie :
  -  États-Unis : 18 septembre 2001
  -  France : 11 juillet 2001

## Distribution
- Jean-Claude Van Damme (VF : Patrice Baudrier ; VQ : Daniel Picard) : Edward « la Torche » Garrotte / le replicant
- Michael Rooker (VF : Pascal Renwick ; VQ : Marc Bellier) : l'inspecteur Jake Riley
- Catherine Dent (VF : Laure Sabardin ; VQ : Chantal Baril) : Angie
- Ian Robison (VF : Bernard Lanneau) : Stan Reisman
- Paul McGillion : Le capitaine
- Marnie Alton : La prostituée
- Chris Kelly : Chris
- Pam Hyatt (VF : Liliane Gaudet) : Mme Riley
- Jayme Knox : Wendy Wyckham
- Brandon James Olson (VF : Brigitte Lecordier) : Danny

## Production
Il s'agit de la seconde collaboration de Jean-Claude Van Damme avec le réalisateur hongkongais Ringo Lam, après Risque maximum sorti en 1996.
Le tournage a lieu entre janvier et avril 2000, en Colombie-Britannique, principalement à Vancouver ainsi qu'à New Westminster. Des scènes additionnelles sont tournées à Sofia en Bulgarie.
Jean-Claude Van Damme et Marnie Alton joueront plus tard dans le film In Hell.

## Accueil

### Sortie en salles
Bien que Jean-Claude Van Damme enchaîne alors les films direct-to-video depuis quelques années outre-Atlantique, le film de Ringo Lam devait bénéficier d'une sortie dans les salles américaines par l'intermédiaire d'Artisan Entertainment. Mais le distributeur, échaudé par l'échec commercial de Blair Witch 2 : Le Livre des ombres pour lequel il a choisi une ambitieuse campagne marketing, décide finalement de sortir Replicant en vidéo. Le film bénéficie malgré tout d'une large couverture dans les cinémas à l'international : tout d'abord dans les pays "historiques" de l'acteur tels que la Belgique et la France, mais aussi au Brésil, Japon, Allemagne, Espagne.

### Box-office
| Date             | Entrées | Cumulé |
| ---------------- | ------- | ------ |
| 11 au 17 juillet | 71 059  | 71 059 |
| 18 au 24 juillet | 25 185  | 96 244 |

| Date             | Entrées | Cumulé |
| ---------------- | ------- | ------ |
| 11 au 17 juillet | 25 638  | 25 638 |
| 28 au 24 juillet | 11 640  | 37 278 |